# Can
A Can német experimental rock/krautrock együttes volt. 
1968-ban alakultak meg Kölnben. Pályafutásuk alatt 12 nagylemezt dobtak piacra. 1979-ben feloszlottak, de többször is összeálltak egy rövid időre. A zenekar Tago Mago és Future Days című albumai bekerültek az 1001 lemez, amelyet hallanod kell, mielőtt meghalsz című könyvbe. A Can a krautrock műfaj egyik úttörőjének számít, a Neu!-jal és a Faust-tal együtt. Zenéjükre jellemző volt a kísérletezés, olyan műfajok keveredtek zenéjükben, mint a jazz, a funk és a pszichedélia. A Can legismertebb dalainak a "Spoon" és az "I Want More" számítanak.

## Tagok
- Michael Karoli – gitár, ének, hegedű (1968–1979, 1986, 1988, 1991, 1999; 2001-ben elhunyt)
- Jaki Liebezeit – dob, ütős hangszerek (1968–1979, 1986, 1988, 1991, 1999; 2017-ben elhunyt)
- Irmin Schmidt – billentyűk, ének (1968–1979, 1986, 1988, 1991, 1999)
- Holger Czukay – basszusgitár, hangmérnök, elektronika, ének (1968–1977, 1986, 1988; 2017-ben elhunyt)
- David C. Johnson – elektronika (1968)
- Malcolm Mooney – ének (1968–1970, 1986-1988, 1991)
- Damo Suzuki – ének (1970–1973)
- Rosko Gee – basszusgitár, ének (1977–1979)
- Rebop Kwaku Baah – ütős hangszerek, ének (1977–1979; 1983-ban elhunyt)

## Diszkográfia

### Stúdióalbumok
- Monster Movie (1969)
- Soundtracks (1970)
- Tago Mago (1971)
- Ege Bamyasi (1972)
- Future Days (1973)
- Soon Over Babaluma (1974)
- Landed (1975)
- Flow Motion (1976)
- Saw Delight (1977)
- Out of Reach (1978)
- Can (1979)
- Rite Time (1989)